# Jim Thompson (industriel)
Pour les articles homonymes, voir Thompson et Jim Thompson (homonymie).
Jim Thompson, né James Harrison Wilson Thompson le 21 mars 1906 à Greenville (Delaware) et disparu mystérieusement à Cameron Highlands en Malaisie en mars 1967, est un homme d'affaires américain, ancien membre de l'OSS reconverti dans les affaires. Il a été à partir des années 1950 l'initiateur du renouveau de l'exportation de l'industrie de la soie en Thaïlande. Sa maison à Bangkok est devenue un musée.

## Biographie

### Origines et études
Né dans une famille aisée du Delaware, Jim Thompson est le benjamin de quatre frères et sœurs. Son père travaille dans l'industrie textile, tout en s'intéressant à l'architecture et au design d'intérieur. Sa mère est la fille du général James Harrison Wilson. Il étudie à l'université de Princeton et à l'université de Pennsylvanie mais ne décroche pas de diplôme d'architecte. Néanmoins, il commence à exercer cette carrière en construisant des maisons de campagne pour des proches, s'occupant également de la décoration et des jardins. Bénéficiaire d'un héritage, il participe à des fêtes ; il est également membre du conseil d'administration des Ballets de Monte-Carlo.

### Seconde Guerre mondiale
De sensibilité républicaine comme son entourage, il devient démocrate au début des années 1940 et quitte son travail pour s'engager dans la Garde nationale du Delaware. Les États-Unis entrent en guerre en 1941 ; un an plus tard, il est embauché à l'OSS. Il participe au débarquement américain en Italie et en France puis se rend sur le front asiatique au Sri Lanka. Le jour de la capitulation du Japon, il était sur le point d'être parachuté près de la frontière cambodgienne ; son avion rebrousse chemin et gagne alors Bangkok, en Thaïlande. Assez peu engagé politiquement, il soutient néanmoins l'indépendance des pays d'Asie du Sud-Est et compte des amis engagés dans les mouvements de libération au Laos, au Cambodge et au Vietnam, qu'il finit par perdre.
En 1945, il se lance avec la photographe allemande Germaine Krull dans la restauration d'un vieil hôtel du fleuve Chao Phraya, l'Oriental. Créé au XIXe siècle, il accueillait des stars dans les années 1930 mais sort délabré de la guerre, réquisitionné par les Japonais puis converti en centre d'accueil pour les prisonniers libérés. En 1946, il revient aux États-Unis pour lever des fonds pour ce projet, mais l'abandonne rapidement sur fond de désaccords avec Germaine Krull, continuant néanmoins de vivre à l'hôtel jusqu'en 1950.

### Carrière d'industriel textile et activités mondaines

Collection de Jim Thompson de costumes du film Le roi et moi.

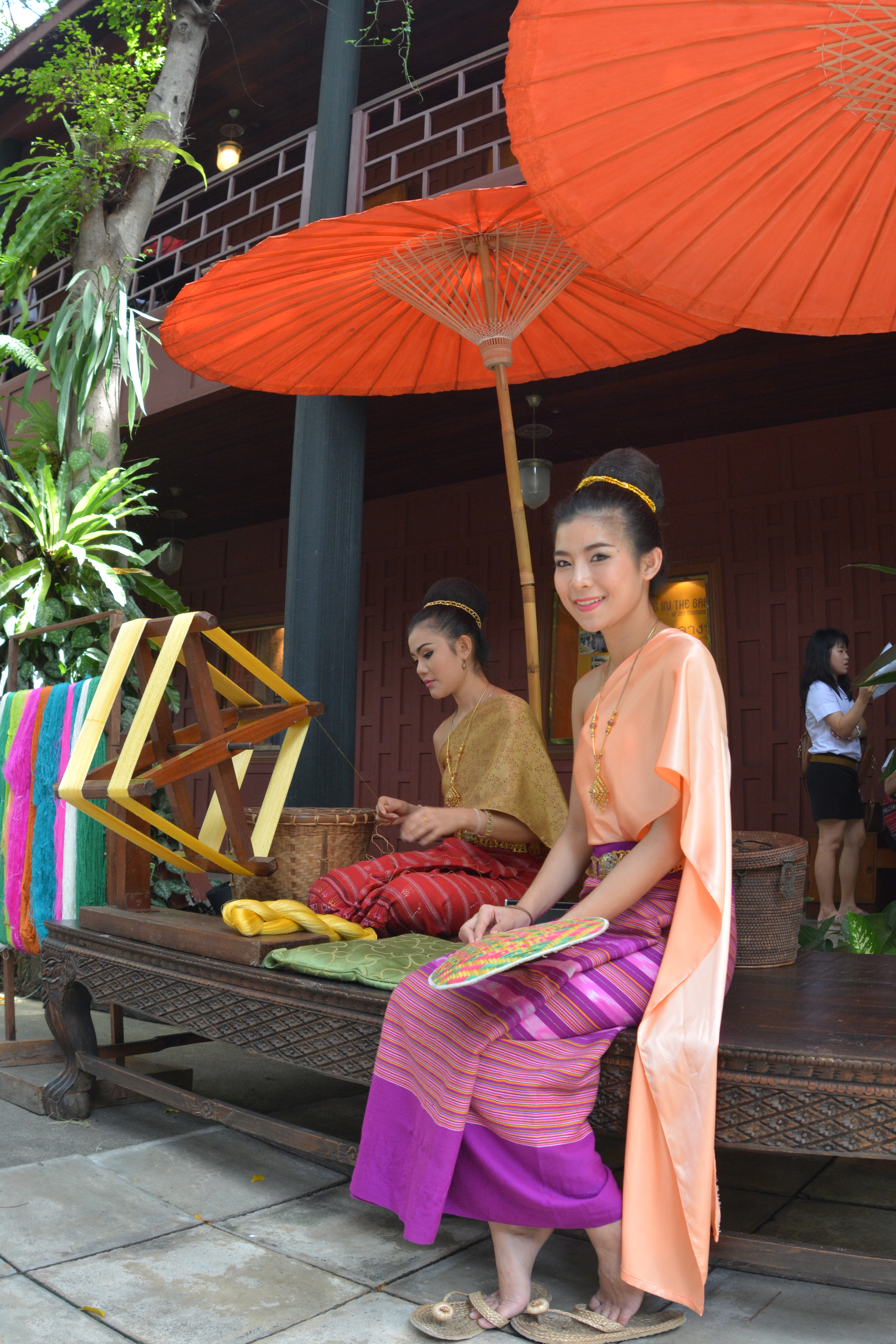
Présentation de soie thaïlandaise à la maison de Jim Thompson (2013).

Se souvenant de son passage en Syrie pendant la guerre, où il avait observé l'émergence de l'exportation des brocarts de soie, il se lance dans un projet similaire en Thaïlande. La production est alors familiale et pour un usage personnel. Jim Thompson, lui, souhaite développer ce marché pour l'exportation, d'autant plus qu'il y a une pénurie de textile dans l'Occident d'après-guerre. Fin connaisseur des goûts occidentaux, il promeut lors de divers voyages dans son pays d'origine les tissus thaïlandais. Il rencontre notamment Edna Woolman Chase, la rédactrice en chef de Vogue et une robe en soie mauve pâle de la styliste Valentina, créditée du nom de Jim Thompson, figure bientôt dans le magazine. En 1948, il a créé la société Thai Silk Company, dotée d'un capital de 25 000 dollars, divisée en 500 parts de 50 dollars et dont il en possède seulement à l'origine 50, puis 87 en 1967 au moment de sa disparition ; chaque action vaudra 1 million de dollars à la fin des années 1980. Ses ventes grimpent notamment à la suite de sa participation à la fourniture des costumes du film à succès Le Roi et moi (1956) puis de Ben-Hur (1959). Il multiplie les collaborations (décorant un salon du château de Windsor, la demeure de la milliardaire Barbara Hutton, l'hôtel Savoy de Londres ou encore l'hôtel Hilton de Hong Kong. Il fait l'objet de reportages vantant sa réussite dans le Reader's Digest, Life et The New York Times, même s'il est de plus en plus copié par des concurrents. En 1967, 20 000 tisserands travaillent pour lui, facilitant leur émancipation car les payant dès la vente réalisée. Il installe sa boutique (qui change trois fois de place) dans un bâtiment blanc de Surawong Road. À noter que Jim Thompson n'apprendra jamais à parler le thaïlandais.
Collectionneur d'art asiatique, il entrepose sa collection dans une maison inaugurée en 1959, composée d'anciennes bâtisses traditionnelles en teck, dans laquelle des fêtes sont organisées en compagnies de personnalités de la jet set comme Truman Capote et Cecil Beaton. Des visites payantes de sa « maison-musée » sont organisées deux fois par semaine par des femmes d'expatriés exerçant bénévolement, l'argent étant reversé à une école pour aveugles. En 1962, il est l'objet d'une polémique après avoir acheté cinq têtes de Bouddha, vraisemblablement détachées d'un site archéologique ; elles sont réclamées par le département des Beaux-Arts qui les installe au musée national de Bangkok ; même si une étiquette du musée indique ironiquement « donation de Jim Thompson », celui-ci sort contrarié de cet épisode, ayant auparavant rédigé un testament léguant ses œuvres à une société savante de Thaïlande, Siam Society. Il vend alors une grande partie de sa collection et s'intéresse aux porcelaines.

### Disparition

La maison de Jim Thompson.

Le 26 mars 1967, alors qu'il passe Pâques avec des amis dans la station d'altitude malaise de Cameron Highlands, loin de la chaleur de Bangkok, il disparaît. Lors du pique-nique de l'après-midi, il avait semblé contrarié et avait pressé ses camarades pour revenir faire la sieste. Dans sa chambre est retrouvée une cigarette à moitié consommée, son briquet et ses médicaments, alors que sa veste est dans la véranda. Il faudra attendre 15 heures avant que les environs soient ratissés, Jim Thompson étant coutumier des promenades, même si ses amis ont rapidement prévenu la police. Quelques jours plus tard, le général Edward Black, qui avait fait rentrer Jim Thompson dans l'OSS et lui avait présenté son ex-épouse, fait envoyer des hélicoptères pour aider aux recherches, auxquelles se mêlent également des pisteurs et des médiums, en vain. 25 000 dollars de récompenses sont alors proposés par ses amis pour toute information sérieuse mais ce sont surtout des escrocs qui se présentent et des scénarios fantaisistes (une fuite à Tahiti, au Cambodge ou en Chine).
Après le drame, un couple d'amis de l'industriel déménage rapidement au Ghana et se voit conseiller de ne plus revenir à Bangkok. Il a été avancé que Jim Thompson aurait pu être assassiné pour ses positions pro-indépendance. Il est en tout cas avéré que ses engagements progressistes ne plaisaient pas partout. La CIA n'a toujours pas déclassifié le dossier. En 2001, la documentariste Hope Anderson sort un reportage, Le Roi de la soie, auquel elle ajoute en 2004 dans le bonus du DVD l'interview d'une vieille dame assurant que les personnes qui avaient des informations sur la disparition de Jim Thompson se sont tues par peur, et en 2015 un autre bonus en concluant, selon elle, que Jim Thompson s'apprêtait à avoir un rendez-vous en Malaisie (soit avec les services secrets américains, soit avec des personnalités politiques thaïlandaises, soit les deux), ce qui aurait expliqué son caractère étrange le jour de sa disparition. Son neveu Henry Thompson a précisé au sujet de son passé dans l'OSS que « quand on a été agent, on le reste toujours, même plus ou moins dormant ».
En août 1967, Katherine T. Wood, sœur aînée de Jim Thompson, est trouvée battue à mort chez elle en Pennsylvanie, sans que ses chiens n'aboient ni que quelque chose soit dérobé. Elle n'était pas proche de son frère mais l'idée a été évoquée que ses assassins auraient été à la recherche du second testament de Jim Thompson, document alors introuvable. Sa mort n'a jamais été élucidée ; son fils, qui fut considéré un moment comme suspect, s'est suicidé quatre ans plus tard. Deux ans plus tard, le testament est retrouvé dans les plans de la maison de Jim Thompson. Son neveu Henry Thompson est l'héritier. Il lègue alors l'ensemble à une fondation qu'il a créée et la maison avec ses collections est devenue un musée, qui compte également un restaurant et une galerie d'art. La Thai Silk Company poursuit de son côté son essor.

## Vie privée
En 1942, il épouse Patrica Thraves, un ancien mannequin, dont il divorce en 1946. Alors qu'il vit en Thaïlande, il mène des aventures avec des femmes mariées. Des rumeurs de relations homosexuelles ont également circulé.

## Marque
Jim Thompson est également devenue une marque thaïlandaise regroupant diverses activités[réf. nécessaire]

## Vidéographie
- (en) [vidéo][VHS, DVD] « Jim Thompson, Silk King », Hope Anderson Productions
- (en) [vidéo][VHS] « The Jim Thompson House and Art Collection », Hope Anderson Productions